# Liste der Kulturdenkmäler in Trendelburg
Die folgende Liste enthält die in der Denkmaltopographie ausgewiesenen Kulturdenkmäler auf dem Gebiet des Ortsteils Trendelburg der  Stadt Trendelburg, Landkreis Kassel, Hessen.
Hinweis: Die Reihenfolge der Denkmäler in dieser Liste orientiert sich an der Anschrift, alternativ ist sie auch nach der Bezeichnung oder der Bauzeit sortierbar.
Kulturdenkmäler werden fortlaufend im Denkmalverzeichnis des Landes Hessen durch das Landesamt für Denkmalpflege Hessen auf Basis des Hessischen Denkmalschutzgesetzes (HDSchG) geführt. Die Schutzwürdigkeit eines Kulturdenkmals hängt nicht von der Eintragung in das Denkmalverzeichnis des Landes Hessen oder der Veröffentlichung in der Denkmaltopographie ab.

Aufgrund der Größe der Liste sind die Ortsteile in eigenen Listen dargestellt:
- Liste der Kulturdenkmäler in Deisel
- Liste der Kulturdenkmäler in Eberschütz
- Liste der Kulturdenkmäler in Friedrichsfeld (Trendelburg)
- Liste der Kulturdenkmäler in Gottsbüren
- Liste der Kulturdenkmäler in Langenthal (Trendelburg)
- Liste der Kulturdenkmäler in Sielen
- Liste der Kulturdenkmäler in Stammen

## Trendelburg

### Gesamtanlage Altstadt
| Bild                  | Bezeichnung                                         | Lage                                      | Beschreibung | Bauzeit | Daten |
| --------------------- | --------------------------------------------------- | ----------------------------------------- | --- | ------- | ----- |
| Gesamtanlage Altstadt | Gesamtanlage Altstadt                               | Lage                                      | Altstadt geprägt durch die nach dem Brand von 1868 erstellten gründerzeitlichen Ersatzbauten, die den mittelalterlichen Grundriss der Stadt um die auf dem höchsten Punkt gelegene Burg erhalten |         |       |
| Bild gesucht BW       | Längsdielenhaus Altes Tor 4                         | Altes Tor 4 LageFlur: 7, Flurstück: 90    | | 1719    |       |
| Bild gesucht BW       | Flurquerdielenhaus Altes Tor 8                      | Altes Tor 8 Lage                          | |         |       |
| Bild gesucht BW       | Längsdielenhaus Altes Tor 9                         | Altes Tor 9 Lage                          | |         |       |
| Bild gesucht BW       | Wohnhaus einer Hofanlage Altes Tor 11               | Altes Tor 11 Lage                         | |         |       |
| weitere Bilder        | Wohngebäude Pfarrstraße                             | Marktplatz 10 LageFlur: 7, Flurstück: 129 | |         |       |
| Bild gesucht BW       | Längsdielenhaus Pfarrstraße 3                       | Pfarrstraße 3 Lage                        | |         |       |
| Bild gesucht BW       | Rähmbau Pfarrstraße 4                               | Pfarrstraße 4 Lage                        | |         |       |
| Bild gesucht BW       | Rähmbau Pfarrstraße 8                               | Pfarrstraße 8 Lage                        | |         |       |
| Bild gesucht BW       | Rähmbau Pfarrstraße 10                              | Pfarrstraße 10 Lage                       | |         |       |
| Bild gesucht BW       | Fachwerkhaus Pfarrstraße 14                         | Pfarrstraße 14 Lage                       | |         |       |
| weitere Bilder        | Rathaus                                             | Marktplatz 1 LageFlur: 7, Flurstück: 207  | |         |       |
| weitere Bilder        | Längsdielenhaus Am Rathaus 3                        | Am Rathaus 3 Lage                         | |         |       |
| Bild gesucht BW       | Ehemaliges Längsdielenhaus Am Rathaus 5             | Am Rathaus 5 Lage                         | |         |       |
| Bild gesucht BW       | Fachwerkgiebel eines Längsdielenhauses Am Rathaus 7 | Am Rathaus 7 Lage                         | |         |       |
| Bild gesucht BW       | Längsdielenhaus Am Rathaus 8                        | Am Rathaus 8 Lage                         | |         |       |
| Bild gesucht BW       | Querdielenhaus Am Rathaus 11                        | Am Rathaus 11 Lage                        | |         |       |
| Bild gesucht BW       | Fachwerkhaus Am Rathaus 15                          | Am Rathaus 15 Lage                        | |         |       |
| Bild gesucht BW       | Fachwerkwohnhaus Am Rathaus 17                      | Am Rathaus 17 Lage                        | |         |       |
| Bild gesucht BW       | Sachgesamtheit Mühle                                | Zur alten Mühle 10 und 11 Lage            | |         |       |
| Bild gesucht BW       | Mühlengebäude über dem Mühlenbach                   | Zur Alten Mühle 11 Lage                   | |         |       |
| Bild gesucht BW       | zweigeschossiger Fachwerkrähmbau                    | Zur Alten Mühle 11 Lage                   | |         |       |
| Bild gesucht BW       | zweigeschossiger Massivbau                          | Zur Alten Mühle 10 Lage                   | |         |       |
| Bild gesucht BW       | Evangelische Pfarrkirche                            | Zur Burg 1 LageFlur: 7, Flurstück: 211    | |         |       |
| Bild gesucht BW       | Hofanlage Zur Burg 4                                | Zur Burg 4 Lage                           | |         |       |
| Bild gesucht BW       | Längsdielenhaus Zur Burg 8                          | Zur Burg 8 Lage                           | |         |       |
| Bild gesucht BW       | Längsdielenhaus Zur Burg 9                          | Zur Burg 9 Lage                           | |         |       |
| Bild gesucht BW       | Ständerbau Zur Burg 11                              | Zur Burg 11 Lage                          | |         |       |
| weitere Bilder        | Burg Trendelburg                                    | Zur Burg Lage                             | |         |       |

### Gesamtanlage Abgunst
| Bild            | Bezeichnung  | Lage               | Beschreibung | Bauzeit | Daten |
| --------------- | ------------ | ------------------ | ------------ | ------- | ----- |
| Bild gesucht BW | Gut Abgunst  | Lage               |              |         |       |
| Bild gesucht BW | Herrenhaus   | Zur Abgunst 6 Lage |              |         |       |
| Bild gesucht BW | Scheune      | Zur Abgunst 6 Lage |              |         |       |
| Bild gesucht BW | Fachwerkhaus | Zur Abgunst 4 Lage |              |         |       |

### Gesamtanlage Domäne
| Bild            | Bezeichnung                         | Lage                                                                                      | Beschreibung | Bauzeit | Daten |
| --------------- | ----------------------------------- | ----------------------------------------------------------------------------------------- | ------------ | ------- | ----- |
| Bild gesucht BW | Gesamtanlage Domäne                 | Domäne 1–7, 2–14, 14a; Karlshafener Straße 3, 2–6; Steinweg 23; Zur Alten Mühle 1, 3 Lage |              |         |       |
| Bild gesucht BW | Ehemaliges Amtshaus                 | Domäne 2b Lage                                                                            |              |         |       |
| Bild gesucht BW | repräsentatives Backstein-Wohnhaus  | Domäne 2 Lage                                                                             |              |         |       |
| Bild gesucht BW | angebautes Stallgebäude             | Domäne 2c, 2d, 2e Lage                                                                    |              |         |       |
| Bild gesucht BW | Stallgebäude Auf der Domäne         | Domäne 6 Lage                                                                             |              |         |       |
| Bild gesucht BW | langgestreckte Scheune              | Domäne 4 Lage                                                                             |              |         |       |
| Bild gesucht BW | Stallgebäude Auf der Domäne         | Domäne 8 LageFlur: 6, Flurstück: 13/10                                                    |              |         |       |
| Bild gesucht BW | Gebäude Auf der Domäne              | Domäne 2a Lage                                                                            |              |         |       |
| Bild gesucht BW | Reihenhaus Auf der Domäne 12 und 14 | Domäne 12, 14, 14a Lage                                                                   |              |         |       |
| Bild gesucht BW | Wohnhaus Karlshafener Straße 1      | Karlshafener Straße 1 LageFlur: 7, Flurstück: 252                                         |              |         |       |
| Bild gesucht BW | Gebäudegruppe Karlshafener Straße 3 | Karlshafener Straße 3 Lage                                                                |              |         |       |
| Bild gesucht BW | Fachwerkhaus Steinweg 23            | Steinweg 23 Lage                                                                          |              |         |       |

### Außerhalb der Gesamtanlagen
| Bild                               | Bezeichnung                                                    | Lage                                  | Beschreibung | Bauzeit | Daten |
| ---------------------------------- | -------------------------------------------------------------- | ------------------------------------- | ------------ | ------- | ----- |
| Bild gesucht BW                    | Ehemaliges Wohnwirtschaftsgebäude Altes Tor 31                 | Altes Tor 31 Lage                     |              |         |       |
| Bild gesucht BW                    | Wohnwirtschaftsgebäude Altes Tor 34                            | Altes Tor 34 Lage                     |              |         |       |
| Wohnhaus Friedrichsfelder Straße 9 | Wohnhaus Friedrichsfelder Straße 9                             | Friedrichsfelder Straße 9 Lage        |              |         |       |
| Bild gesucht BW                    | Eisenbahnbrücke der stillgelegten Carlsbahn über den Sauerbach | Friedrichsfelder Straße Lage          |              |         |       |
| Bild gesucht BW                    | Fachwerkhaus Friedrichsfelder Straße (109)                     | Büngeberg 3 Lage                      |              |         |       |
| Bild gesucht BW                    | Werkstattbau Manroder Straße 2                                 | Manroder Straße 2 Lage                |              |         |       |
| Bild gesucht BW                    | Backsteinwohnhaus Manroder Straße 3                            | Manroder Straße 3 Lage                |              |         |       |
| Bild gesucht BW                    | Ehemaliges Wohnwirtschaftsgebäude Steintor 11                  | Steintor 11 Lage                      |              |         |       |
| Bild gesucht BW                    | Fachwerkwohnhaus Steintor 18                                   | Steintor 18 Lage                      |              |         |       |
| Bild gesucht BW                    | Fachwerkwohnhaus Steintor 20                                   | Steintor 20 Lage                      |              |         |       |
| Bild gesucht BW                    | Fachwerkwohnhaus Steintor 22                                   | Steintor 22 Lage                      |              |         |       |
| Bild gesucht BW                    | Fachwerkwohnhaus Steintor 24                                   | Steintor 24 Lage                      |              |         |       |
| Bild gesucht BW                    | Wohnwirtschaftsgebäude Steintor 9                              | Steintor 9 LageFlur: 7, Flurstück: 44 |              |         |       |
| Bild gesucht BW                    | Stauwehr                                                       | Zur alten Mühle Lage                  |              |         |       |
| Bild gesucht BW                    | Fachwerkhaus Zur Siechenkirche 1                               | Zur Siechenkirche 1 Lage              |              |         |       |
| weitere Bilder                     | Turm der ehemaligen Siechenkirche                              | Landstraße nach Sielen Lage           |              |         |       |

### Wülmersen
| Bild                                    | Bezeichnung              | Lage                          | Beschreibung                                                               | Bauzeit | Daten |
| --------------------------------------- | ------------------------ | ----------------------------- | -------------------------------------------------------------------------- | ------- | ----- |
| Bild gesucht BW                         | Gesamtanlage Wülmersen   | Lage                          | Das ehemalige Rittergut der Herren von Stockhausen besteht aus zwei Höfen. |         |       |
| weitere Bilder                          | Sachgesamtheit Wülmersen | Lage                          | Hofgut, sog. Tafelgut und ehemaliges Schloss Wülmersen                     |         |       |
| Torbau                                  | Torbau                   | Lage                          |                                                                            |         |       |
| Direkt Bild zu diesem Denkmal hochladen | Wohnhaus                 | Koordinaten fehlen! Hilf mit. |                                                                            |         |       |
| Direkt Bild zu diesem Denkmal hochladen | Wirtschaftsgebäude       | Koordinaten fehlen! Hilf mit. |                                                                            |         |       |
| Haupthaus                               | Haupthaus                | Koordinaten fehlen! Hilf mit. |                                                                            |         |       |
| Direkt Bild zu diesem Denkmal hochladen | Nebengebäude             | Koordinaten fehlen! Hilf mit. |                                                                            |         |       |
| Bild gesucht BW                         | Pächterhaus              | Lage                          |                                                                            |         |       |
| Bild gesucht BW                         | Bahnbrücke               | Lage                          | Sandsteinbrücke über die Holzape                                           |         |       |